# 2S22 Bohdana
El 2S22 Bohdana es un obús autopropulsado con ruedas de 155 mm desarrollado en Ucrania. Se basa en el chasis 6×6 del  KrAZ-6322. Tiene una cabina blindada y almacenamiento suficiente para alrededor de 20 proyectiles. El obús tiene un alcance mínimo de 780 metros y un alcance máximo de 40 km con munición HE / AP o 50 km con un proyectil asistido por cohete. Tenía una velocidad media de disparo de seis proyectiles por minuto.
La primera demostración pública del obús fue en el Desfile del Día de la Independencia de Kiev de 2018.